# Carlos Fuentes
Carlos Fuentes Macías (Cidade do Panamá, 11 de novembro de 1928 — Cidade do México, 15 de maio de 2012) foi um escritor  e diplomata mexicano.
Além de romancista, Fuentes foi novelista e ensaísta. Filho de diplomatas mexicanos (o seu pai era Rafael Fuentes Boettiger), nasceu no Panamá. Passou sua infância em diversas capitais da América: Montevideo, Rio de Janeiro, Washington D.C., Santiago de Chile, Quito e Buenos Aires. Aos 16 anos, voltou ao México, onde residiu até 1965. Graduou-se em Direito pela Universidad Nacional Autónoma de México e em economia pelo Instituto de Altos Estudos Internacionais de Genebra, Suíça.
Foi embaixador do México na França. Em 1977 renunciou ao posto em protesto contra a nomeação do ex-presidente mexicano Díaz Ordaz como primeiro embaixador do México na Espanha após a morte de Franco.
Em diversas ocasiões manifestou-se favoravelmente a Fidel Castro embora,  nalgumas outras oportunidades, fizesse críticas importantes ao governante cubano. Elogiou também a abertura de Raúl Castro.
Lecionou em Harvard, Cambridge, Princeton e outras universidades norte-americanas de renome internacional.
Ao longo de sua longa carreira e profícua carreira, foram-lhe atribuídos diversos prémios e distinções, entre os quais o Prémio Miguel de Cervantes, em 1987 e o Prémio Príncipe de Astúrias (1994). Além das suas obras de ficção, também ficou conhecido pelos seus ensaios sobre política e cultura. Fuentes fez parte de um movimento literário formado no século passado por autores que criticavam as estruturas políticas arcaicas da América Latina.
Fuentes foi um grande admirador de Machado de Assis, que considerava como o único autor da América Latina do século XIX a ter seguido a tradição de Cervantes - a chamada "tradição de la Mancha". Em agosto de 1997, durante uma conferência na Academia Brasileira de Letras,  Carlos Fuentes tratou das relações entre Dom Quixote e o romance machadiano.
Carlos Fuentes morreu aos 83 anos, em  15 de maio de  2012, um dia após ser premiado com o título de doutor honoris causa pela Universidade das Ilhas Baleares pela qualidade e extensão da sua obra.

## Obra
- Los días enmascarados, 1954.
- La región más transparente, 1958.
- Las buenas conciencias, 1959
- Aura - no original Aura, 1962
- La muerte de Artemio Cruz, 1962
- Cantar de ciegos, 1964.
- Zona Sagrada, 1967.
- Cambio de piel, 1967.
- Cumpleaños, 1969.
- La nueva novela hispanoamericana (ensaio), 1969.
- El mundo de José Luis Cuevas (ensaio), 1969.
- Todos los gatos son pardos, 1970.
- El tuerto es rey, 1970.
- Casa con dos puertas (ensaio), 1970.
- Tiempo mexicano (ensaio), 1971.
- Los reinos originarios: teatro hispano-mexicano, 1971.
- Cuerpos y ofrendas,1972.
- Terra Nostra, 1975.
- Cervantes o la crítica de la lectura (ensaio), 1976.
- La cabeza de la hidra, 1978.
- El Dragón y el Unicornio: La tensión del pensamiento entre las antiguas relaciones de sangre y las nuevas relaciones jurídico-estatales que surgieron con la civilización (ensaio, com Alejandro Carrillo Castro, 1980)
- Una familia lejana, 1980.
- Agua quemada, 1981.
- Orquídeas a la luz de la luna, 1982.
- O velho gringo - no original Gringo Viejo, 1985, famoso pela adaptação cinematográfica Old Gringo (1989).
- Cristóvão Nonato - no original Cristóbal Nonato, 1987.
- Constância e outras novelas para virgens - no original Constancia y otras novelas para vírgenes, 1990. Contém 5 novelas curtas: "Constancia", "La desdichada", "El prisionero de Las Lomas", "Viva mi fama"  e "Gente de razón"
- Valiente mundo nuevo. Épica, utopía y mito en la novela hispanoamericana (ensaio), 1990.
- A campanha - no original La campaña, 1990.
- Ceremonias del alba, 1990.
- El espejo enterrado (ensaio), 1992
- A laranjeira - no original El naranjo o los círculos del tiempo, 1993.
- Geografía de la novela (ensaios), 1993. Contém 13 ensaios: "¿Ha muerto la novela?", "Jorge Luis Borges: La herida de Babel", "Juan Goytisolo y el honor de la novela", "Augusto Roa Bastos: El poder de la imaginación", "Sergio Ramírez: El derecho a la ficción", "Héctor Aguilar Camín: La verdad de la mentira", "Milan Kundera: El idilio secreto", "György Konrád: La ciudad en guerra", "Julian Barnes: Dos veces el sol", "Artur Lundkvist: La ficción poética", "Italo Calvino: El lector conoce el futuro", "Salman Rushdie: Una conclusión y una carta" e "Geografía de la novela".
- Diana ou a caçadoura solitária - no original Diana o la Cazadora Solitaria, 1996.
- Os anos com Laura Diaz - no original Los años con Laura Díaz, 1999
- Instinto de Inez, 2001.
- En esto creo (ensaio),  2002
- La silla del águila, 2003.
- Contra Bush, 2004
- Todas las familias felices, 2006
- La voluntad y la fortuna, 2008
- Adão no Éden - no original Adán en Edén, 2009
- Vlad,  2010.
- La gran novela latinoamericana (ensaio), 2011.